# Racotis inconclusa
Racotis inconclusa är en fjärilsart som beskrevs av Walker 1860. Racotis inconclusa ingår i släktet Racotis och familjen mätare. Inga underarter finns listade.